# Postnominale letters
In het Verenigd Koninkrijk, en in mindere mate in de Verenigde Staten, is het gebruik van postnominale letters, letterlijk: letters die achter de naam worden gedragen, gebruikelijk. De traditie heeft zich over de hele wereld verspreid en is nu ook tot Nederland en België doorgedrongen.
De eerste letters die achter een naam werden gevoerd waren aanduidingen sociale status, van academische titels, het lidmaatschap van geleerde of charitatieve gezelschappen en letters die aan de ridderorden en onderscheidingen zijn verbonden. Ook leden van religieuze orden dragen postnominale letters achter hun naam en zijn daardoor als ordeleden en -priesters herkenbaar.
In Nederland is het gebruik, buiten de katholieke kerk, slechts langzaam doorgedrongen. Eerst was er alleen het informele gebruik van de postnominale letters "R.M.W.O." voor Ridders in de Militaire Willems-Orde. Nederland heeft verder nooit postnominale letters voor dragers van onderscheidingen ingevoerd. Later begonnen accountants naar Amerikaans en Brits voorbeeld de letters RA of R.A. achter hun naam te plaatsen.
Een hervorming van de academische titels zorgde voor het officieel invoeren van door de wet beschermde postnominale letters die de oude titel van Doctorandus of Drs. (vóór de voornaam geplaatst) vervingen. Het onbevoegd gebruiken van deze letters is strafbaar.
Het wordt steeds gebruikelijker om de ooit algemeen gebruikte punten in de afkortingen weg te laten.
Voorbeelden:
Maatschappelijke status
- Bt. of Bart. voor een Britse Baronet
- Esq. voor een heer van aanzien. (losjes gebruikt maar in feite streng beperkt door de etiquette van het Britse Hof.

Religieuze orden
- OFM voor franciscanen
- SJ voor jezuïeten

Ridderorden
- KG voor Ridders van de Kousenband

Onderscheidingen
- VC voor de dragers van het Victoria Cross

Geleerde of besloten gezelschappen
- FRS voor Fellows of the Royal Society
- RA voor leden van de Royal Academy of Arts

Beschermde beroepen
- RA ( eigenlijk R.A.) voor een registeraccountant

Academische graden in Nederland
- BA Bachelor of Arts (Baccalaureus Artium)
- BBA Bachelor of Business Administration
- BSc Bachelor of Science (Baccalaureus Scientiae)
- LLB Bachelor of Laws (Legum Baccalaureus)
- LLM Master of Laws (Legum Magister)
- MA Master of Arts (Magister Artium)
- MBA Master of Business Administration
- MPhil Master of Philosophy (Magister Philosophiae)
- MSc Master of Science (Magister Scientiae)
- MD Doctor of Medicine (Medicinae Doctor)
- PDEng Professional Doctorate in Engineering
- PhD Doctor of Philosophy (Philosophiae Doctor)

Het Verenigd Koninkrijk kent ook de DD, een Doctor of Divinity (Divinitatis Doctor).